# حفاضات o.b. النسائية
حفاضات o.b. النسائية هي حفاضات نسائية إصبعية ابتكرت لأول مرة في ألمانيا في عام 1950 وقامت بتصنيعها شركة كارل هان. تمتلك حقوق تلك الفكرة الآن شركة إدجويل للعناية الشخصية. يرجع الفضل إلى الدكتور جوديث إسر ميتاغ في ابتكار ذلك النوع من الحفاضات. تأتي الأحرف الأولى من الكلمات الألمانية "أوهن بيند"، والتي تعني دون وسادة صحية.

## التاريخ

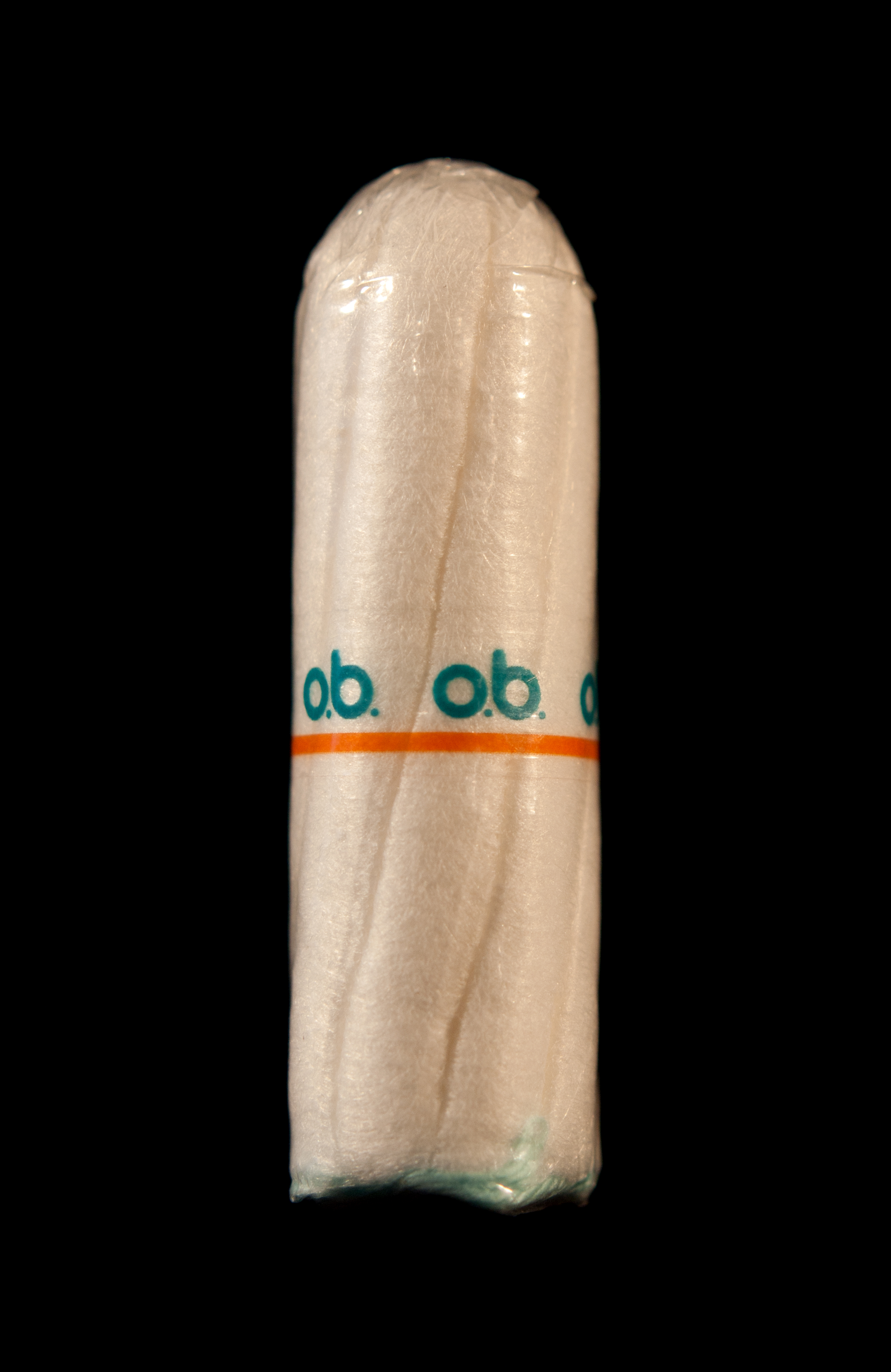
حفاضات o.b. النسائية الإصبعية

تم اختراع الحفاضات التقليدية - التي تدخل في تجويف المهبل باستخدام أنبوب من البلاستيك أو الكرتون - في الولايات المتحدة على يد إيرل هاس والمحامي ميتاغ في أواخر الأربعينيات. تعتبر تلك الطريقة سهلة نوعًا ما بالنسبة لبعض النساء لحقن السدادات القطنية في المهبل. أراد هاس وميتاغ أن يقدموا الحفاضات إلى السوق الألمانية، ولكن الورق المقوى المستخدم في أنابيب إدخال الحفاضات الأمريكية، الذي كان يهيمن في ذلك الوقت على السوق، لم يكن متوفرًا في ألمانيا بعد الحرب. اقترب هان وميتاج من كارل جوليوس أنسيلمينو، مدير مستشفى النساء في لاندسفراونكلينيك في فوبرتال للحصول على المشورة بشأن تصميمهم وتطويره. رشح أنسيليمنو طبيبة أمراض النساء الشابة جوديث إسر للقيام بتلك المهمة. انتهت جوديث من التصميم النهائي في فوبرتال في مارس 1950. وبحلول عام 2010 أصبح مصنع فوبرتال أكبر مصنع للحفاضات النسائية في العالم، مع تصدير تلك الحفاضات إلى أكثر من 30 بلدًا.
في عام 1974، هيمنت شركة جونسون آند جونسون على شركة هان وبعد عامين أدخلت حفاضات o.b. النسائية الإصبعية للسوق الأمريكية بحملة إعلانية بقيمة 8 ملايين دولار على شاشات التلفزيون والإذاعة. ظهرت إيسر نفسها في بعض الإعلانات التلفزيونية الأمريكية اللاحقة. أدخلت شركة جونسون آند جونسون حفاضات o.b. النسائية الإصبعية للسوق الصينية في عام 1993، وحتى عام 2016 لا تزال تلك الحفاضات هي العلامة التجارية الوحيدة التي تباع في المخازن الصينية.
في عام 2013، حصلت شركة إدجويل للعناية الشخصية على العلامة التجارية من شركة جونسون آند جونسون.
تأتي سدادات o.b. الإصبعية الآن في ثلاثة أحجام وثلاثة قوى مختلفة للامتصاصات. وحتى يومنا هذا، تواصل العلامة التجارية الاحتفاظ بأطباء أمراض النساء وفريق البحث المعتمد من مجلس الإدارة لمتابعة رؤية إسر ميتاغ للخيارات المبتكرة للنساء. لاتزال تلك الفكرة مستخدمة حتى الآن على نطاق واسع عبر عدة شركات مختلفة.
تتكون سدادات o.b. الإصبعية من الألياف—التي يفترض أن ترتب بشكل موحد من جميع الجوانب في شكل طبقات، لملء تجويف المهبل بشكل أفضل من الحفاضات النسائية التقليدية. تعتبر تلك الحفاضات النسائية أكثر كفاءة في منع تسريبات سوائل المهبل، إذ تحقق طبقات القطن والرايون الامتصاصية اللازمة.

## روابط خارجية
- الموقع الرسمي